# Arapongas

Arapongas este un oraș în Paraná (PR), Brazilia. 